# Список князів тмутараканських
Тмутараканські князі — правителі Тмутараканського князівства, що існував приблизно з 988 до початку XII століття на Таманському півострові. Центром князівства було місто Тмутаракань.
Перша звістка про Тмутараканському князя є в літописах під 988 роком, коли Володимир Великий розподіляв синів за князівствами і дав Тмутараканське князівство своєму синові Мстиславу. Останньою літописною згадкою є 1094, коли після 11 років сидіння в Тмутаракані князь Олег Святославич зумів захопити Чернігівське князівство. У зв'язку з посиленням половців у регіоні в 30-40-х роках XII століття Тмутараканська територія була остаточно відокремлена від Русі.
До списку включені правителі князівства відомі за джерелами як князі Тмутараканські.
| Тмутараканські князі |                                 |               |                      |         |                                                                                               |
| #                    | Ім'я                            | Роки життя    | Роки правління       | Портрет | Інші столи                                                                                    |
| 1                    | Мстислав Володимирович Хоробрий | бл. 983–1036  | 988 / 1010–1036      |         | князь Чернігівський 1024–1036                                                                 |
| 2                    | Гліб Святославич                | ? — 1078      | після 1054–1064      |         | князь Новгородський 1069–1073, 1077–1078                                                      |
| 3                    | Ростислав Володимирович         | бл. 1038–1067 | 1064–1067            |         | князь Володимиро-Волинський 1057–1064                                                         |
| 4                    | Гліб Святославич                | ? — 1078      | 1067–1068 (повторно) |         | князь Новгородський 1069–1073, 1077–1078                                                      |
| 5                    | Роман Святославич Червоний      | ? — 1079      | 1069–1079            |         |                                                                                               |
| 6                    | Давид Ігорович                  | бл. 1055–1112 | 1081–1083            |         | князь Володимиро-Волинський 1087–1099, дорогобузький 1084–1086, 1099–1112                     |
| 7                    | Володар Ростиславич             | ? — 1124      | 1081–1083            |         | князь звенигородський 1085–1092, перемишльський 1092–1124                                     |
| 8                    | Олег Святославич                | бл. 1053–1115 | 1083–1094            |         | князь Володимиро-Волинський 1073–1078, Чернігівський 1094–1097, Новгород-Сіверський 1097–1115 |